# Bundestrainer (DFB)
Als Bundestrainer (vor 1945 Reichstrainer) bezeichnet der Deutsche Fußball-Bund (DFB) die verantwortlichen Trainer der Männer- beziehungsweise Frauen-Fußballnationalmannschaft.
Der erste Reichstrainer, Otto Nerz, wurde 1926 zunächst als „nebenamtlicher“ Trainer berufen. Bis 1928 bestimmte der Spielausschuss des DFB Kader und Aufstellung, der Mannschaftskapitän aber die Taktik.
Laut DFB-Statuten muss der Bundestrainer über eine Trainerlizenz als Fußballlehrer verfügen. Da Franz Beckenbauer als Verantwortlicher für die Herren-Nationalmannschaft keine Trainerlizenz besaß, wurde für ihn die Bezeichnung Teamchef eingeführt. Dies wurde später auch auf Rudi Völler übertragen. Ihre faktischen Assistenten (Horst Köppel und Holger Osieck bzw. Michael Skibbe) fungierten dann jeweils offiziell als Bundestrainer.
Im Gegensatz zu den Spielern muss der Bundestrainer nicht die deutsche Staatsangehörigkeit besitzen. Bis heute gab es allerdings noch keinen ausländischen Bundestrainer.
Mit Ausnahme von Steffi Jones und Hansi Flick wurde noch kein Bundestrainer bzw. keine Bundestrainerin vom DFB entlassen. Jupp Derwall, Erich Ribbeck und Rudi Völler traten aber nach schlechtem Abschneiden der Mannschaft bei Europameisterschaften (jeweils Ausscheiden nach der Vorrunde) vorzeitig zurück, während Berti Vogts zurücktrat, nachdem als Europameister und Weltranglisten-Zweiter lediglich das Viertelfinale bei der Weltmeisterschaft 1998 erreicht und bei zwei Testspielen im September u. a. gegen Malta (124. der FIFA-Weltrangliste) keine überzeugende Leistung gezeigt worden war. Joachim Löw trat nach der EM 2021 zurück, obwohl sein Vertrag noch die WM 2022 umfasste.

## Männer
| Nr.                            | Name (kursiv=Assistenztrainer 1) | von 2                          | bis 2                          | Amtszeit (Tage)                | Sp    | S   | U   | N   | Tore      | Diff. | Pkt. | Quote 3 | Siege     | Debütanten | Erfolge |
| ------------------------------ | --- | ------------------------------ | ------------------------------ | ------------------------------ | ----- | --- | --- | --- | --------- | ----- | ---- | ------- | --------- | ---------- | --- |
|                                | kein Trainer | 5. Apr. 1908                   | 20. Juni 1926                  |                                | 058   | 016 | 012 | 030 | 0119:146  | −027  | 60   | 1,03    | 27,59 %   | 194        | |
| 1.                             | Otto Nerz (Reichstrainer) Sepp Herberger (1932–1936) Ferdinand Fabra (1935–1936)                                                                | 331. Okt. 1926 4               | 17. Okt. 1936 5                | 3.640                          | 075   | 044 | 011 | 020 | 0204:124  | +080  | 143  | 1,91    | 61,11 %   | 137        | 3. Platz WM 1934 |
| 2.                             | Sepp Herberger (Reichstrainer) Emil Melcher (1936–1942)                                                                                         | 415. Nov. 1936 5               | 22. Nov. 1942                  | 2.199                          | 065   | 040 | 012 | 013 | 0204:093  | +0111 | 132  | 2,03    | 61,54 %   | 82         | |
| 2.                             | Sepp Herberger (Bundestrainer) Hennes Weisweiler (1954–1955) Georg Gawliczek (1956–1960) Helmut Schön (1956–1964)                               | 22. Nov. 1950                  | 7. Juni 1964                   | 4.947                          | 097   | 052 | 014 | 031 | 0219:146  | +073  | 170  | 1,75    | 53,61 %   | 134        | Weltmeister 1954, 4. Platz WM 1958 |
| 2.                             | Sepp Herberger (Gesamt) | 15. Nov. 1936                  | 7. Juni 1964                   | 7.146                          | 162   | 092 | 026 | 044 | 0423:239  | +0184 | 302  | 1,86    | 56,79 %   | 216        | |
| 3.                             | Helmut Schön Dettmar Cramer (1964–1966) Udo Lattek (1966–1970) Jupp Derwall (1970–1978)                                                         | 4. Nov. 1964                   | 21. Juni 1978                  | 4.977                          | 139   | 087 | 031 | 021 | 0292:107  | +0185 | 292  | 2,10    | 62,59 %   | 98         | Vizeweltmeister 1966, 3. Platz WM 1970, Europameister 1972, Weltmeister 1974, Vizeeuropameister 1976                                  |
| 4.                             | Jupp Derwall Erich Ribbeck (1978–1983) Holger Osieck (1983–1984) Horst Köppel (1984)                                                            | 11. Okt. 1978                  | 20. Juni 1984                  | 2.079                          | 067   | 044 | 012 | 011 | 0144:60   | +084  | 144  | 2,15    | 65,67 %   | 46         | Europameister 1980, Vizeweltmeister 1982                                                                                              |
| 5.                             | Franz Beckenbauer (Teamchef) Horst Köppel (1984–1987) Berti Vogts (1986–1990) Holger Osieck (1987–1990) Sepp Maier (1988–1990; Torwart-Trainer) | 12. Sep. 1984                  | 8. Juli 1990                   | 2.125                          | 066   | 034 | 020 | 012 | 0107:61   | +046  | 122  | 1,85    | 51,52 %   | 40         | Vizeweltmeister 1986, EM-Halbfinale 1988, Weltmeister 1990                                                                            |
| 6.                             | Berti Vogts Rainer Bonhof Sepp Maier (Torwart-Trainer)                                                                                          | 29. Aug. 1990                  | 5. Sep. 1998                   | 2.929                          | 102   | 066 | 024 | 012 | 0206:86   | +0120 | 222  | 2,18    | 64,71 %   | 56         | Vizeeuropameister 1992, US-Pokalsieger 1993, Europameister 1996                                                                       |
| 7.                             | Erich Ribbeck (Teamchef) Uli Stielike (1998–2000) Horst Hrubesch (2000) Sepp Maier (Torwart-Trainer)                                            | 10. Okt. 1998                  | 20. Juni 2000                  | 619                            | 024   | 010 | 06  | 08  | 042:31    | +011  | 36   | 1,50    | 41,67 %   | 15         | |
| 8.                             | Rudi Völler (Teamchef) Michael Skibbe Sepp Maier (Torwart-Trainer)                                                                              | 16. Aug. 2000                  | 23. Juni 2004                  | 1.408                          | 053   | 029 | 011 | 013 | 0109:57   | +052  | 98   | 1,85    | 54,72 %   | 26         | Vizeweltmeister 2002 |
| 9.                             | Jürgen Klinsmann Joachim Löw Andreas Köpke (Torwart-Trainer)                                                                                    | 18. Aug. 2004                  | 8. Juli 2006                   | 690                            | 034   | 020 | 08  | 06  | 081:43    | +038  | 68   | 2,00    | 58,82 %   | 12         | 3. Platz Konföderationen-Pokal 2005, 3. Platz WM 2006                                                                                 |
| 10.                            | Joachim Löw Hansi Flick (2006–2014) Thomas Schneider (2014–2018) Marcus Sorg (2016–2021) Andreas Köpke (Torwart-Trainer)                        | 16. Aug. 2006                  | 29. Juni 2021                  | 5431                           | 198 7 | 124 | 040 | 034 | 0467:200  | +0267 | 412  | 2,08    | 62,94 %   | 113        | Vizeeuropameister 2008, 3. Platz WM 2010, EM-Halbfinale 2012, Weltmeister 2014, EM-Halbfinale 2016, Sieger Konföderationen-Pokal 2017 |
| 11.                            | Hansi Flick Danny Röhl Marcus Sorg Hermann Gerland (nur WM 2022) Andreas Kronenberg (Torwart-Trainer)                                           | 2. Sep. 2021                   | 9. Sep. 2023                   | 737                            | 025   | 012 | 007 | 006 | 0060:30   | +0030 | 043  | 1,72    | 48,00 %   | 016        | |
| (8.)                           | Rudi Völler (Teamchef; interim) Hannes Wolf (interim) Sandro Wagner (interim) Andreas Kronenberg (Torwart-Trainer)                              | 12. September 2023             | 12. September 2023             | 1                              | 01    | 01  | 000 | 000 | 002:1     | +0001 | 003  | 3,00    | 100,00 %0 | 000        | |
| (8.)                           | Rudi Völler (Gesamt) | 16. Aug. 2000                  | 12. Sep. 2023                  | 1.409                          | 54    | 030 | 011 | 013 | 0111:58   | +0053 | 101  | 1,87    | 55,56 %   | 026        | |
| 12.                            | Julian Nagelsmann Benjamin Glück Sandro Wagner (2023–2025) Benjamin Hübner (seit 2025) Andreas Kronenberg (Torwart-Trainer)                     | 14. Okt. 2023                  | im Amt                         | 603                            | 023   | 012 | 006 | 005 | 048:26    | +0022 | 042  | 1,83    | 52,17 %   | 018        | |
| Gesamt 6 (Stand: 8. Juni 2025) | Gesamt 6 (Stand: 8. Juni 2025) | Gesamt 6 (Stand: 8. Juni 2025) | Gesamt 6 (Stand: 8. Juni 2025) | Gesamt 6 (Stand: 8. Juni 2025) | 1027  | 591 | 214 | 222 | 2304:1211 | +1093 | 1987 | 1,93    | 57,55 %   | 987        | |
| davon Elfmeterschießen         | davon Elfmeterschießen | davon Elfmeterschießen         | davon Elfmeterschießen         | davon Elfmeterschießen         | 8     | 6   |     | 2   | 034:29    |       |      |         | 75 %      |            | |

Anmerkungen:

## Frauen
| Nr.                             | Name (kursiv=Assistenztrainer/in 1)                                                                | von 1                           | bis 1                           | Amtszeit (Tage) | Sp   | S   | U  | N  | Tore     | Tord. | Quote 2 | Pkt. | Erfolge |
| ------------------------------- | -------------------------------------------------------------------------------------------------- | ------------------------------- | ------------------------------- | --------------- | ---- | --- | -- | -- | -------- | ----- | ------- | ---- | --- |
| 1.                              | Gero Bisanz Tina Theune-Meyer                                                                      | 10. Nov. 1982                   | 25. Juli 1996                   | 5.006           | 127  | 83  | 17 | 27 | 343:122  | +221  | 2,09    | 266  | Europameister 1989, 1991 und 1995; Vizeweltmeister 1995                                                                   |
| 2.                              | Tina Theune-Meyer Silvia Neid                                                                      | 27. Aug. 1996                   | 19. Juni 2005                   | 3.218           | 135  | 93  | 18 | 24 | 380:113  | +267  | 2,20    | 297  | Weltmeister 2003; Europameister 1997, 2001 und 2005; Bronzemedaille Olympische Spiele 2000 und 2004                       |
| 3.                              | Silvia Neid Ulrike Ballweg                                                                         | 1. Sep. 2005                    | 20. Aug. 2016                   | 4.006           | 169  | 125 | 22 | 22 | 526:106  | +420  | 2,35    | 397  | Weltmeister 2007; Europameister 2009 und 2013; Goldmedaille Olympische Spiele 2016, Bronzemedaille Olympische Spiele 2008 |
| 4.                              | Steffi Jones Markus Högner                                                                         | 16. Sep. 2016                   | 7. März 2018                    | 543             | 22   | 13  | 4  | 5  | 51:20    | +31   | 1,95    | 43   | |
| 5.                              | Horst Hrubesch (interim) Ulrike Ballweg                                                            | 7. Apr. 2018                    | 13. Nov. 2018                   | 220             | 8    | 7   | 1  | 0  | 29:5     | +24   | 2,75    | 22   | |
| 6.                              | Martina Voss-Tecklenburg Britta Carlson Thomas Nörenberg (bis 8/2022) Michael Urbansky (ab 8/2022) | 28. Feb. 2019                   | 26. Sep. 2023                   | 1.671           | 59 4 | 42  | 5  | 12 | 174:41   | +133  | 2,22    | 131  | Vizeeuropameister 2022 |
| (5.)                            | Horst Hrubesch (interim) Britta Carlson Thomas Nörenberg                                           | 27. Okt. 2023                   | 9. Aug. 2024                    | 287             | 18   | 12  | 2  | 4  | 39:17    | +22   | 2,11    | 38   | Bronzemedaille Olympische Spiele 2024                                                                                     |
| (5.)                            | Horst Hrubesch (Gesamt)                                                                            | 7. Apr. 2018                    | 9. Aug. 2024                    | 507             | 26   | 19  | 3  | 4  | 68:22    | +46   | 2,31    | 60   | |
| 7.                              | Christian Wück Maren Meinert Saskia Bartusiak                                                      | 25. Okt. 2024                   | im Amt                          | 271             | 15   | 9   | 2  | 4  | 44:18    | +26   | 1,93    | 29   | |
| Gesamt 3 (Stand: 23. Juli 2025) | Gesamt 3 (Stand: 23. Juli 2025)                                                                    | Gesamt 3 (Stand: 23. Juli 2025) | Gesamt 3 (Stand: 23. Juli 2025) |                 | 552  | 383 | 71 | 98 | 1584:442 | +1142 | 2,21    | 1216 | |
| davon Elfmeterschießen          | davon Elfmeterschießen                                                                             | davon Elfmeterschießen          | davon Elfmeterschießen          |                 | 6    | 5   | –  | 1  | 26:21    |       | 83.33 % |      | |

Anmerkungen:

## Besonderheiten
- Die meisten der bisherigen Bundes- oder Reichstrainer bzw. Teamchefs waren zuvor selbst Nationalspieler. Unter den Trainern der Männer gilt das nicht für Otto Nerz, Erich Ribbeck, Julian Nagelsmann, Joachim Löw – der allerdings viermal für die deutsche U-21 spielte – und Hansi Flick, der aber zweimal für die deutsche U-18 spielte. Von den weiblichen Bundestrainern der Frauen-Nationalmannschaft war nur Tina Theune nicht selbst in der Nationalelf tätig.
- Die höchste Zahl an Länderspielen als Spieler und Trainer erreichten bei den Männern Berti Vogts (96 als Spieler, 102 als Trainer) und Joachim Löw (alle als Trainer) mit jeweils 198 Spielen und Silvia Neid (111 als Spielerin, 169 als Trainerin) mit 280 Spielen bei den Frauen.
- Unter der Regie von Silvia Neid und Joachim Löw wurden jeweils über 100 Spiele gewonnen.
- Silvia Neid gelang es als einziger Bundestrainerin, bei ihrer ersten Weltmeisterschaft den Titel zu erringen. Weltweit ist sie die einzige Trainerin, deren Mannschaft Kontinental- und Weltmeister sowie Olympiasieger wurde.
- Die beste Punktequote mit mindestens zwölf Spielen halten bei den Männern Berti Vogts und bei den Frauen Silvia Neid.
- Deutschland hat bei den Frauen und Männern von den Nationen, die mindestens einmal Welt- und/oder Europameister wurden, die wenigsten Trainer der Nationalmannschaften.
- Hansi Flick war der erste Trainer der Männer, dem zu Beginn seiner Tätigkeit acht Siege in Folge gelangen. 2023 war Flick der erste DFB-Bundestrainer, dessen Amtszeit durch Entlassung vorzeitig beendet wurde.
- Horst Hrubesch gelangen als erstem Trainer der Frauen sieben Siege in den ersten Spielen seiner ersten Amtszeit.

## Rekorde
- Männer:
  - Meiste WM-Spiele: Helmut Schön (25, Weltrekord)
  - Meiste Siege in WM-Spielen: Helmut Schön (16, Weltrekord)
  - Meiste EM-Spiele: Joachim Löw (21, Europarekord)
  - Meiste Siege in EM-Spielen: Joachim Löw (11 + 1 Sieg im Elfmeterschießen, Europarekord)

- Frauen:
  - Meiste WM-Spiele: Silvia Neid (17, Platz 2)
  - Meiste Siege in WM-Spielen: Silvia Neid (11 + 1 Sieg im Elfmeterschießen)
  - Meiste EM-Spiele: Thina Theune (15, Europarekord zusammen mit Hope Powell/England)
  - Meiste Siege in EM-Spielen: Thina Theune (13, Europarekord)